# Dimitrios Deligiannis
Dimitrios Deligiannis (griego: Δημήτριος Δεληγιάννης; Stemnitsa, 1873-m. desconocida) fue un atleta griego que compitió en los Juegos Olímpicos de Atenas 1896. Nació en Stemnitsa, Gortynia.
Deligiannis fue uno de los diecisiete atletas que iniciaron la carrera de maratón y finalizó sexto de los nueve que la completaron.